# Nucleornis insolitus
Nucleornis insolitus — викопний вид пінгвінів, що існував в ранньому пліоцені (5,3-3,6 млн років тому). Описаний з набору посткраніальних кісток, що знайдені на території Коберзької атомної електростанції у відкладеннях формації Варсватер на заході Південно-Африканської Республіки.